# Линднер, Дитер
Дитер Линднер (нем. Dieter Lindner; 11 июня 1939, Бреслау, Пруссия — 22 декабря 2024, Франкфурт-на-Майне, Гессен) — западногерманский футболист, играл на позиции полузащитника.

## Биография

### Игровая карьера
Линднер всю футбольную карьеру играл за франкфуртский «Айнтрахт», с которым в 1959 году выиграл чемпионский титул. В 1960 году в составе «орлов» он играл в финале Кубка европейских чемпионов против мадридского «Реала», который закончился победой «королевского клуба» со счётом 7:3.
В то время «Айнтрахт» играл в Оберлиге «Юг», а в 1963 году с образованием Бундеслиги Линднер играл за родную команду в Высшем по классу дивизионе немецкого футбола.
Завершил карьеру в 1971 году в возрасте 32 лет.

### Карьера функционера
В 1981 году стал вице-президентом франкфуртского «Айнтрахта», а в период с 5 мая по 2 октября 1996 года работал в должности временного президента клуба.

### Смерть
Скончался 22 декабря 2024 года в возрасте 84 лет после продолжительной болезни.